# Halina Guńka
Halina Jolanta Nowak-Guńka (* 1. Juni 1970 in Rabka-Zdrój) ist eine frühere polnische Biathletin und Skilangläuferin.
Halina Guńka startete zunächst für Maratonu Mszana Dolna, später für W.K.S. Zakopane. Die verheiratete Wirtschaftswissenschaftlerin lebt in Chochołów. Im Skilanglauf gewann sie bei der Winter-Universiade 1989 in Witoscha Silber und bei der Winter-Universiade 1991 in Sapporo Bronze mit der Staffel. Im Januar 1992 bestritt sie in Cogne ein Skilanglauf-Weltcup-Rennen über 30 Kilometer Freistil und wurde 42. Schon einen Monat später nahm sie in Albertville erstmals an Olympischen Winterspielen teil und wurde in Frankreich 52. über 5 Kilometer Klassisch, 42. im Verfolgungsrennen und 25. über 30 Kilometer Freistil. Hinzu kam ein zehnter Platz gemeinsam mit Dorota Kwaśny, Bernadeta Bocek-Piotrowska und Małgorzata Ruchała im Staffelwettbewerb. 1993 startete Guńka bei den Nordischen Skiweltmeisterschaften in Falun, wo sie 50. über 5 Kilometer Klassisch und 35. in der Verfolgung wurde. In Lillehammer bestritt die Polin 1994 ihre zweiten Olympischen Winterspiele. 25. wurde sie über 15 Kilometer Freistil, 58. über 5 Kilometer Klassisch, das Verfolgungsrennen beendete sie nicht.
1994 begann Guńka mit dem Biathlonsport. Ein Jahr später gab sie in Antholz als 78. in einem Einzel ihr Debüt bei den Biathlon-Weltmeisterschaften 1995. Seit der Saison 1996/97 trat sie regelmäßig im Biathlon-Weltcup an. Einzig in Kontiolahti konnte sie als Zehntplatzierte in einem Sprint 1997 Weltcuppunkte gewinnen, mit der Staffel wurde sie einmal in Antholz im selben Jahr Siebte. In Osrblie startete Guńka bei den Biathlon-Weltmeisterschaften 1997, wo sie 65. im Einzel, 37. im Sprint und 35. der Verfolgung wurde. Zudem kam sie im Staffelrennen auf Rang 14 und mit Anna Stera-Kustusz, Halina Pitoń und Agata Suszka im Mannschaftswettkampf auf den siebten Platz. Letztes Großereignis wurden die Olympischen Spiele 1998 in Nagano, wo sie 42. des Sprints wurde. 1998 gewann sie den Titel im Sprint bei den polnischen Meisterschaften.

## Bilanz im Biathlon-Weltcup
Die Tabelle zeigt alle Platzierungen (je nach Austragungsjahr einschließlich Olympische Spiele und Weltmeisterschaften).
- 1.–3. Platz: Anzahl der Podiumsplatzierungen
- Top 10: Anzahl der Platzierungen unter den ersten zehn (einschließlich Podium)
- Punkteränge: Anzahl der Platzierungen innerhalb der Punkteränge (einschließlich Podium und Top 10)
- Starts: Anzahl gelaufener Rennen in der jeweiligen Disziplin

| Platzierung                               | Einzel | Sprint | Verfolgung | Massenstart | Team | Staffel | Gesamt |
| ----------------------------------------- | ------ | ------ | ---------- | ----------- | ---- | ------- | ------ |
| 1. Platz                                  |        |        |            |             |      |         |        |
| 2. Platz                                  |        |        |            |             |      |         |        |
| 3. Platz                                  |        |        |            |             |      |         |        |
| Top 10                                    |        | 1      |            |             | 1    | 1       | 3      |
| Punkteränge                               |        | 1      |            |             | 1    | 3       | 5      |
| Starts                                    | 3      | 8      | 3          |             | 1    | 3       | 18     |
| Stand: Daten möglicherweise unvollständig |        |        |            |             |      |         |        |